# Platycopia inornata
Platycopia inornata is een eenoogkreeftjessoort uit de familie van de Platycopiidae. De wetenschappelijke naam van de soort is voor het eerst geldig gepubliceerd in 1972 door Fosshagen.